# Famille de Dortans
La famille de Dortans, également simplifié en Dortan, est une famille noble originaire du Bugey et installée dans le Pays de Vaud à la fin de XVe siècle. Elle s'est éteinte au cours du XIXe siècle.

## Histoire
La famille de Dortan partage son nom et ses armes avec la commune de Dortan dans le département de l'Ain en France, dont les membres ont possédé pendant plus de 530 ans la seigneurie et le Château. On trouve des traces de l'origine de cette famille en 1180 et 1200. Elle devait ce fief de Dortan à l'abbé de Saint-Claude.
Une branche issue de cette famille dite "du Villars" a possédé la seigneurie de Villard-Saint-Sauveur et la seigneurie de Bercher dans le canton de Vaud en Suisse.[réf. nécessaire]

## Personnalités

### Au service de la maison de Savoie
- Perceval, 13e seigneur de Dortans et d’Uffel, est grand chambellan des ducs de Savoie[3].
- Claude de Dortans (d) , issu de la branche de Villars, lieutenant au gouvernement du pays de Vaud, est chambellan et conseiller du duc de Savoie en 1490[4].

### Députés
- Charles de Dortan, député de la noblesse durant la révolution Française de 1789[5].

## Filiation

### Seigneurs de Dortan
D'après La Chesnaye Desbois et "Histoire du Château de Dortan" de Marius Rollet.
- Lambert de Dortans, 1er Sieur de Dortan, Chevalier né après 1180 décédé avant 1220. Il fit une donation à la chartreuse de Portes avec son frère Geoffroy. Lambert épouse Jeanette de Saint Germain décédée avant 1220, dont:
- Alard, Chevalier, 2e seigneur de Dortans décédé avant 1233, bienfaiteur en 1223 de la chartreuse de Meyriat en Bugey. Dont:
- Berard, 3e seigneur de Dortans décédé après 1260, il épouse Anne de Toulongeon, dont:
- Humbert de Dortans (d) , Chevalier, 4e seigneur de Dortans décédé vers 1296 épouse Jeanne de Clermont, fille de Sibaud IV de Clermont descendant de Sibaud Ier de la très ancienne famille des seigneurs de Clermont. Il a pour fils Renaud (qui suit) et Pierre.
  - Leur fils Pierre est auteur de la branche du Villars dont on trouve des descendants en Suisse.
- Renaud, Chevalier, 5e seigneur de Dortans né vers 1262 et décédé avant 1347. Il fait construire la grosse tour du château de Dortan en 1320. Il épouse Nicole de Chantrans décédée en 1366, dont:
- Hugonin, 6e seigneur de Dortan Chevalier, écuyer et conseiller du Sire de Thoire Villars en 1350. Il épouse en 1350 Jeanne de La Baulme (Tante à la 7e génération de Catherine de la Baume épouse Pierre Antide de Dortan), dont:
- André de Dortans, conseiller et chambellan du sire de Thoire, 7e Sieur de Dortan. Il épouse Hélène de Bauffremont, dont:
- Hugonin II, 8e seigneur de Dortans, prévost de Martigna, décédé en 1391 (Seigneur de Martigna-sur-Jeurres, la Balme et l’Isle-sous-Martigna). Il épouse Clémence de Moyria, dont Guillaume 9e seigneur de Dortans et André 10e seigneur de Dortans qui suit.
- André de Dortans, chevalier décédé avant 1432, 10e seigneur de Dortans et prévost de Martigna. Il hérite de son frère ainé Guillaume 9e Sieur de Dortan. Gouverneur du château d'Annecy pour le comte de Genève, bailli des terres du sire de Thoir et Villars, il épouse Claudine de Doms (ou de Dons), dont:
- Hugonin III de Dortans, chevalier, 11e Seigneur de Dortan, prévost de Martigna, écuyer Ordinaire du Duc de Savoie †1458/. Il épouse en 1431  Guillemette de Vincelles fille du seigneur de Vincelles (vers Louhans en Bresse Chalonnaise), dont:
- Antoine de Dortans, chevalier, 12e Seigneur de Dortan prévost de Martigna décédé avant 1490, il épouse Louise de Bussy (fille d’Antoine de Bussy, Seigneur d'Eyria, de Chanay et de Brion, dont:
- Perceval, 13e seigneur de Dortans et d’Uffel, Grand Chambellan des Ducs de Savoie mort avant 1534. Il épouse Claudine de Parpillon, originaire d'Arbent en Bugey[7] dont:
- Antoine II, 14e seigneur de Dortans Écuyer d'Emmanuel-Philibert, duc de Savoie, mort avant 1560. Il épouse en 1549 Ferrie de Sivria morte avant 1576, dont Pierre-Antide (Antoine) (qui suit), Jean-François qui créé la branche de Massona, Pompée auteur de la branche de Montrichard et Claude chevalier de Saint Jean de Jérusalem, gouverneur de l'île de Gozo qui la défendit courageusement contre une attaque navale des Turcs[8].
- Pierre Antide (Antoine), 15e seigneur de Dortans, Gentilhomme ordinaire de la maison du duc de Savoie †1617/. Il hérite de la terre d’Uffel d’un autre membre de sa famille en 1577. Il épouse en 1585 Catherine de La Baume, tante de Philippe de la Baume-Saint-Amour[9]. Dont Louis de Dortan 16e sieur de Dortan, Jean Philibert de Dortan 18e Sieur de Dortan, et François Antoine de Dortans qui forme la branche des seigneurs de Bona.
- Louis de Dortans 16e Seigneur de Dortan et de Messiat épouse en 1611 Charlotte Emmanuelle de La Forest.  En 1637, pendant les guerres de Franche-Comté, Louis de Dortan et son fils Philippe-François 17e sieur de Dortan, prirent le parti des Comtois contre les troupes du roi Louis XIII. Pour les punir de leur félonie, un arrêt ordonna que leur terre soit confisquée, leur château patrimonial rasé, son sol labouré et semé de sel. Les deux coupables furent condamnés à être pendus ; mais l'exécution n'eut lieu qu'en effigie l'année suivante.
- Jean Philibert de Dortans, auteur de la branche du Seigneur du Marteret et de la Barre est le 18e Seigneur de Dortan. Il hérite de son neveu Louis 16e sieur de Dortan. Il est le commandant d'une compagnie au régiment de Brèche au service de Roi en Italie. Il épouse en 1612 Claudine de Virieu, Dame de La Barre. Il est le père de Gaspard Seigneur du Marterey, baron d'Arban et d'Uffel, 19e sieur de Dortan, Lieutenant de chevau-légers mort en 1686[8].
- Gaspard est le père de François 20e Sieur de Dortan, baron d'Arban et d'Uffel, mort sans enfant. En 1696, François de Dortan, qui avait commis des méfaits à Oyonnax à la tête d'une troupe armée, est condamné par le parlement de Dijon à raser son château de Dortan et à semer du sel sur ses terres. La sentence ne sera pas appliquée, mais conduit à la vente du château en 1720. Son cousin Jean-François de Dortans Grand-chantre, chanoine-comte de Lyon, hérite du château de Dortan et le revend le 2 septembre 1720 à Pierre Gaultier, écuyer, seigneur de Pusignan, ancien échevin de Lyon.

### Branche de Villars
Pierre de Dortans (d) , un fils de Humbert de Dortan 4e seigneur de Dortans et Jeanne de Clermont est auteur de cette branche de Villars en référence à Villard-Saint-Sauveur. De cette branche sont issus :
- Gaspard de Dortans (d)  « célèbre écuyer » des joutes de pas d'armes en 1447 mentionné par Olivier de la Marche[6].
- Claude de Dortans (d) , neveu de Gaspard[10], chambellan du duc de Savoie en 1490, qui s'établit en Suisse dans le Pays de Vaud. Il acquit par son mariage en 1495 avec Antonie de Glérens d'une famille du Bugey[11] les seigneuries de L'Isle[12], Bercher et Gollion[13] dont héritent ses fils.

### Branche des seigneurs de Bona et comtes de Dortan

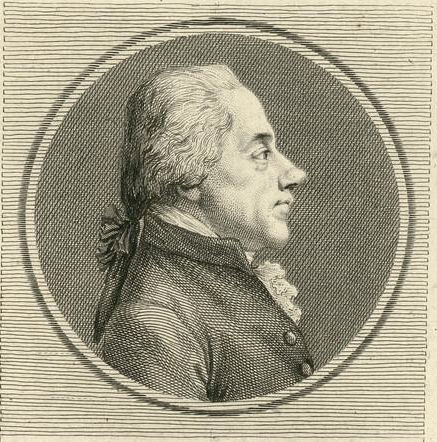
Le Comte Charles de Dortan 1741-1799, député aux état généraux de 1789

- Le premier de cette branche est François Antoine de Dortans, fils de Pierre Antide 15e seigneur de Dortans. Il fut mestre de camp d'un régiment d'infanterie dans Verrue assiégée par les Espagnols où il est mort au combat[14]. Il était Sieur de Bona, d'Uffel, d'Esmondeaux et de Chatonas (Chatonnax), Capitaine de carabiniers en Piémont. Il épouse Philiberte de Grolée, fille du comte Claude de Grolée, Chancellier du duc de Savoie, dont:
- Jean François de Dortans, Seigneur de Massona (Marsonnas) mort avant 1696. Il épouse Anne Paule de Saint-Mauris Falletans[15], dont:
- Rodrigue de Dortan (d) [8] , comte de Dortans †1738, Lieutenant-colonel d'infanterie au régiment du Maine, Lieutenant du roi au Mont-Dauphin. Il sert pendant 55 ans, blessé en 3 occasions. Enterré à Mont-Dauphin deux jours après sa mort.  Il épouse en 1704 Marie Jeanne Adrienne Rose de Meurdrac de Rochepierre fille de Marc Antoine de Meurdrac de Rochepierre dont :
- Charles Marc Antoine Joseph de Dortan (d) , comte de Dortan, il a servi pendant 23 ans dans le régiment d'Eu-Infanterie (aussi appelé Régiment du Maréchal de Turenne). Il s'est trouvé aux batailles de Parme (également appelée Bataille de San Pietro en 1734) et Dettingen (1743). Il est mort à Strasbourg de ses dernières blessures le 21 août 1743 laissant ses deux enfants en bas âge. Il épouse le 22 /02/1740 Marie Célestine Philippine Joséphine de Marmier 1721-1790, dont la famille est originaire de Ray-sur-Saône, décédée le 31 octobre 1790 à Dole (39). Ils ont 2 fils qui naissent à Avranville diocèse de Toul « en Champagne »: Charles le 10 oct 1741, Comte de Dortan, propriétaire rentier, député aux état généraux de 1789 et Claude le 31 oct 1742, Militaire[5].

### Famille de Gaudridy de Dortan
- Roger de Gaufridy de Dortan (d)  1843-1905 , légataire universel de sa grand-tante la comtesse de Marcellus (épouse du comte de Marcellus) est autorisé à relever le nom de Dortan. Il change son nom pour « de Gaufridy de Dortan » par décret impérial du 1er avril 1868. Il hérite ainsi du titre de comte de Dortan et du Château d'Audour. La Comtesse de Marcellus en avait elle-même hérité de la famille de sa mère, Roselyne de Dortan 1776-1825, fille de Charles de Dortan et épouse d'Auguste de Forbin[16]. 
  - Mélanie de Gaudridy de Dortan (1876-1937), épouse du botaniste Philippe de Vilmorin est la fille de ce Roger de Gaudridy de Dortan. Elle dirige la société Vilmorin et c'est une des premières femme française, commandeur de la Légion d'honneur en 1932[17],[18]. Les enfants de Mélanie se sont distingués dans différents domaines scientifiques ou littéraires[19]:
    - Marie-Pierre de Vilmorin (Mapie de Toulouse-Lautrec) (1901-1972), journaliste,
    - Louise de Vilmorin (1902-1969), femme de lettres,
    - Henry de Vilmorin (1903-1961),
    - Olivier de Vilmorin (1904-1962), producteur de graines,
    - Roger de Vilmorin (1905-1980), fils naturel de Mélanie de Gaudridy de Dortan et d'Alphonse XIII d'Espagne[20],[21]. Il a toutefois pour père légitime Philippe de Vilmorin.
    - André de Vilmorin (1907-1987), horticulteur[22].

## Armoiries
- Blason : de gueules à une fasce d'argent accompagnée de trois annelets de même deux en chef et un en pointe.
- Cimier : un ange vétu de gueules et d’argent.[23]
- Support : Deux anges de même.
- Devise : « Mieux j’attends »